# Participatory Sensing
Participatory Sensing (engl. partizipatorische Erfassung) (auch als Urban, Citizen, Human-Centered, People-Centric oder Opportunistic Sensing bezeichnet) ist ein Konzept zur Messung von Daten, bei dem Gruppen von Personen Sensorinformationen beisteuern, um Wissen zu generieren.
Während klassische Sensornetze auf statisch platzierten Sensorknoten beruhen, spielt hierbei die Mobilität der Teilnehmer eine zentrale Rolle.

## Definition
Der Begriff Participatory Sensing wird zum Teil je nach Anwendungsgebiet unterschiedlich definiert. Dabei werden dem Konzept Annahmen zugrunde gelegt, die sich implizit aus den konkreten Anwendungen ergeben.
Eine allgemeine Definition findet sich in :

„Beim Participatory Sensing sammelt eine Menge von Personen in einer Datensammelkampagne mithilfe weitverbreiteter mobiler Endgeräte orts- oder raumbezogene, häufig auch zeitbezogene, Messwerte, Daten oder Informationen, welche mit den eingebauten Mechanismen des mobilen Endgeräts erfasst werden können. Die Datensammler leiten ihre Informationen an eine zentrale Instanz (Server) weiter, die diese für bestimmte Zwecke weiter verarbeitet. Die Art der zu sammelnden Informationen ist im Szenario vordefiniert. Bei komplexen Szenarien kann die zentrale Instanz die Koordination der potenziellen Sammler übernehmen.“

## Vergleich mit klassischen Sensornetzen
Zentraler Bestandteil des Participatory Sensing ist die Mobilität der Sensoren im Vergleich zur Ortsgebundenheit in klassischen Sensornetzen. Vorteile zeigen sich dadurch, dass eine höhere räumliche Auflösung erreicht werden kann, da die Messung nicht auf einzelne statische Sensoren beschränkt ist. Insbesondere werden die Daten dort erfasst, wo sich die Menschen jeweils aufhalten und somit ein Bedarf an Informationen gegeben ist. Außerdem können Betroffene von auf den Daten basierenden Anwendungen direkt in die Datenerhebung eingebunden werden. Gerade bei Dienstleistungen, die der Gesellschaft zugutekommen, kann diese Herangehensweise zu einer höheren Akzeptanz führen.
Ein Nachteile des Participatory Sensing ist, dass die Qualität der Informationen nur bedingt gewährleistet werden kann. Gründe dafür sind zum einen, dass die Geräte nicht von professionellem Personal, sondern von Laien bedient werden. Zum anderen werden meist möglichst günstige und kompakte Sensoren eingesetzt, um einen mobilen Einsatz zu ermöglichen beziehungsweise eine hohe Verbreitung zu erreichen. Um trotz dieser Herausforderungen eine ausreichende Qualität der Daten gewährleisten zu können, existieren Ansätze zur automatischen Kalibrierung der Sensoren.
Des Weiteren stellen sich unter anderem Fragen bezüglich der effektiven Anreizsetzung zur Teilnahme, der Datensicherheit und des Datenschutzes.

## Nutzungsszenarien
Durch die zunehmende Verbreitung von mobilen Endgeräten mit einer Vielzahl von Sensoren, allen voran Smartphones mit unter anderem GPS-Empfänger, Mikrophone sowie Kameras, wird der Einsatz von Participatory Sensing im großen Maßstab möglich.
Konkrete Nutzungsszenarien sind:
- Kontrolle von Umweltverschmutzung (z. B. Feinstaub[7], Lärm[8], Gefahrstoffe[9])
- Erfassung von Straßenschäden
- Erfassung und Auswertung der Verbreitung von Pflanzen und Tieren
- Erfassung von Schäden nach Stürmen oder anderen Wetterereignissen